# 布賴森城 (北卡羅萊納州)
布賴森城（英語：Bryson City）是一個位於美國北卡羅萊納州斯溫縣的城鎮。同時該地也是斯溫縣的縣治。

## 人口
根據2020年美國人口普查的數據，布賴森城的面積為5.94平方千米，當中陸地面積為5.66平方千米，而水域面積為0.28平方千米。當地共有人口1558人，而人口密度為每平方千米262人。